# Activité économique
 (janvier 2024).
Le terme activité économique (notion utilisée par les comptabilités nationales) désigne des activités « de production, de distribution et de services » impliquant des échanges marchands et parfois non marchands. On les classe généralement en trois secteurs économiques, dits primaire, secondaire et tertiaire, auxquels est parfois ajouté un secteur quaternaire regroupant les activités high-tech (technologies informatiques, aérospatiale (lancement de satellites), bio-industrie, etc.) et des services complexes de recherche et éducation de pointe, conseil stratégique, ingénierie financière, médecine de pointe, etc. C'est une notion qui structure une partie de l'histoire, et la géographie (et donc géopolitique) de l’économie (et donc de l'aménagement du territoire). Un sous-ensemble de l'activité économique est l'économie sociale et solidaire.

## Histoire du concept et éléments de définition
La notion d'activité économique est apparue avec la théorie économique et corrélativement au développement des notions de marché, de « catégorie de marché » et de l'entreprise.
Les définitions varient légèrement selon les contextes ; on parle souvent d'activité économique « au sens du BIT (Bureau International du Travail » dans les études décrivant l’activité d'une personne, le chômage ou l’inactivité économique, généralement à partir d'enquêtes sur les forces de travail. Les activités bénévoles, non-marchandes et de service (du service au client au service à la personne en passant par les services administratifs) y sont plus ou moins marginalement intégrées.
Dans le cadre de l’enquête communautaire sur les forces de travail, Eurostat a utilisé une définition qui n'est pas celle du BIT, et il en va de même pour d'autres définitions retenues par diverses enquêtes nationales sur les forces de travail. Certaines statistiques tentent d'aussi mesurer le travail domestique.
Prospective : Avec le développement du numérique et de la dématérialisation, la déconcentration, la virtualisation de certaines activités, de même qu'avec l'apparition des robots, des algorithmes et de l'intelligence artificielle, la notion d'activité économique, alors que l'économie s'est déjà récemment[Quand ?] mondialisée et informatisée, pourrait encore évoluer.

## Enjeux
Des enjeux socioéconomiques (qui et de répartition sociale), intergénérationnelles et géographique de la richesse et des ressources nécessaire à la perpétuation de l'activité économique, découlent des enjeux de précision statistique et fiscale (à titre d'exemple en droit fiscal en France c'est le type d'activité économique qui détermine l'assujettissement ou non à la TVA et une partie du calcul de l'impôt).
Derrière la notion d'activité économique se dessinent aussi des enjeux majeurs de gouvernance, de régulation/dérégulation et de réglementation/dérèglementation des divers secteurs de l'économie, et donc d'une partie de la société. Ainsi aujourd'hui toute activité considérée comme « de nature économique » est, en Europe, dans les pays de l'OCDE et sous l'égide de l'OMC soumise au droit de la concurrence, qui fixe des limites du marché et doit en assurer le bon fonctionnement via le droit des pratiques anticoncurrentielles, le contrôle de certaines aides publiques et le contrôle des concentrations. E. Bernard en 2009 juge néanmoins dans ce domaine la notion d'activité économique en tant que « critère d'applicabilité du droit de la concurrence » rebelle à la conceptualisation.
La notion d'activité économique permet aussi de définir l’« opérateur économique », par exemple en France déterminante dans le droit des marchés publics ; elle permet aussi de définir l’« entreprise » en droit du travail.
La formation et l'accès à l'activité sont aussi deux enjeux-clé (de lutte contre la pauvreté, l'exclusion notamment, y compris par le handicap).

## En Europe
En droit communautaire européen l’article 86 § 2 du traité CE relatif aux services d'intérêt économique général implique qu'une personne publique, même si elle est chargée d’une mission d’intérêt général, reste soumise aux règles de la concurrence.

## En France
Dans ce pays, l'INSEE définit ce terme « Action économique » quand il s'applique à une « unité de production » comme étant « le processus qui conduit à la fabrication d'un produit ou à la mise à disposition d'un service ».
La planification des déchets et les statistiques afférentes comprennent une catégorie déchets des activités économiques, de même pour la consommation d'énergie.
En 1930, le Conseil d'État a précisé qu’une personne publique peut exercer une activité économique (si cette activité est justifiée par des considérations d'intérêt général.

## Classification/nomenclatures
Les classifications d'activités économiques varient selon les pays et les époques, avec par exemple pour les pays francophones :
- La Classification générale des activités économiques (NOGA), en Suisse ;
- La nomenclature d'activités française (NAF) en France, qui a été révisée en 2008[19]. Les statistiques françaises décrivent généralement par secteur économique une activité principale (par entreprise ou « une unité locale » ou « établissement »). L'activité des individus, parmi la population active est classée dans les statistiques d'après l'activité principale de l'établissement ou de l'entreprise employeur (qui peut être différent de celui où ils travaillent, par exemple quand il s'agit d'intérimaires, de salariés d'entreprises de nettoyage, de service de maintenance de matériel[20].

Aux échelles nationales, les statistiques distingue souvent les activités économique intérieures, des activités extérieures. Une partie de l'activité économique, locale ou multinationale (dites grise, informelle, cachée, souterraine,, criminelle ou maffieuse, ; par exemple basée sur le trafic de drogues, d'armes, de bois illégal ou d'ivoire ou d'animaux, etc.) échappe aux statistiques et à l'impôt, souvent en s'appuyant sur la corruption, divers systèmes de blanchiment d'argent et sur les paradis fiscaux.